# Danilo Cabral
Danilo Jorge de Barros Cabral (Surubim, 21 de abril de 1967) é um advogado e político brasileiro do estado de Pernambuco filiado ao Partido Socialista Brasileiro (PSB). É casado há 32 anos com Analúcia e pai de Marcelo e Maria. Nas eleições de 2022, foi candidato ao governo de Pernambuco pela Frente Popular, mas acabou não avançando para o 2º turno, ficando em 4º lugar com 18,06% dos votos válidos.
Danilo Cabral é auditor do Tribunal de Contas do Estado de Pernambuco e foi diretor-geral do órgão de controle, ex-assessor do ex-governador Eduardo Campos e foi secretário de Educação, das Cidades e de Planejamento de Pernambuco e também foi secretário de Administração do Recife.
Foi eleito deputado federal em 2014, para a 55.ª legislatura (2015-2019). Durante o Governo Michel Temer, votou contra da PEC do Teto dos Gastos Públicos. Em abril de 2017 foi contrário à Reforma Trabalhista. Votou contrário também à Reforma da Previdência. Em agosto de 2017, votou a favor do processo em que se pedia abertura de investigação do presidente Michel Temer. Votou a favor da admissibilidade do processo de impeachment de Dilma Rousseff.
Como deputado federal no seu terceiro mandato (eleito em 2018), Danilo Cabral é um dos parlamentares mais atuantes e bem avaliados do Brasil, segundo Índice Legisla Brasil o DIAP.
Em dezembro de 2014, foi nomeado para a secretaria de Planejamento, pelo governador Paulo Câmara, sendo substituído por Augusto Coutinho.
Trabalhou ao lado do ex-presidente Luiz Inácio Lula da Silva e do ex-governador Eduardo Campos para retirar o estado das piores colocações no IDEB, tornando-a referência no Brasil.

## Legado na Educação de Pernambuco
Amigo e correligionário de Eduardo Campos de longa data, Danilo Cabral recebeu a confiança do ex-governador e assumiu uma das secretarias mais estratégicas do primeiro governo de Campos em Pernambuco, a Secretaria de Educação.
Sob a gestão de Danilo Cabral à frente da Educação em Pernambuco, o ensino integral foi instituído como política pública a partir de 2008, com a expansão da rede de ensino estadual. Em pouco mais de seis anos, em 2014, Pernambuco passou a contar com 125 escolas integrais, oferecendo aula nos dois turnos durante todos os dias da semana, 175 escolas semi-integrais, onde os alunos estudam em horário integral três vezes por semana e 28 Escolas Técnicas Estaduais.
Foi na gestão de Danilo Cabral na Educação de Pernambuco que foi criado o  Programa Paulo Freire para alfabetizar adultos (11) e deu início à expansão da rede de escolas de ensino técnico em Pernambuco, oferecendo capacitação e qualificação profissional a jovens e adultos na rede pública estadual de ensino, fomentando a geração de emprego e renda (12), dentre outras iniciativas importantes para o setor no estado.
A passagem na Secretaria de Educação também foi marcada pela recuperação estrutural da rede estadual e implantação da Política de Direitos Humanos nas escolas. Outra ação foi o incentivo à cultura produzida pelos alunos com apoio às bandas e às fanfarras escolares.

## Experiência como secretário das Cidades do Governo Eduardo Campos
Como secretário das Cidades no segundo governo Eduardo Campos (2011-2014), Danilo Cabral liderou projetos de melhoria da infraestrutura e mobilidade urbana em diversos municípios pernambucanos. Nesse sentido, ordenou e entregou pavimentação de ruas e construção de praças e parques, a exemplo do Parque Urbano da Macaxeira. Nessa experiência, Danilo foi responsável pela ampliação do programa Academia das Cidades, promovendo saúde e bem-estar da população, e da entrega de conjuntos habitacionais, garantindo moradia digna para quem precisa.

## Articulação e liderança no Congresso Nacional
Eleito deputado federal por Pernambuco desde 2010, Danilo Cabral exerce atividades importantes na política brasileira. Liderou a bancada do PSB na Câmara dos Deputados, exercendo uma atuação firme em defesa dos interesses nacionais e dos trabalhadores brasileiros. Foi presidente da Comissão de Educação, presidindo os trabalhos de um dos principais colegiados do Legislativo nacional, em Brasília.
No Congresso Nacional, além de ser contrários às reformas trabalhista e previdenciária, Danilo Cabral foi contra a aprovação da PEC do Teto dos Gastos, que limita por 20 anos investimentos públicos em áreas essenciais, como Saúde e Educação. Na votação da privatização do sistema Eletrobras, que engloba a venda da Chesf, Danilo também foi contra a medida, que aumenta a conta de energia para o povo.
Danilo é o autor da PEC do Sistema Único de Assistência Social (SUAS), que garante recursos mínimos para o financiamento da assistência social. Ele votou a favor do piso salarial aos profissionais de enfermagem.
Durante a pandemia da covid-19, Danilo apresentou emendas à medida provisória do governo federal, instituindo o valor de R$ 600,00 no Auxílio Emergencial. Assegurando apoio financeiro a profissionais da cultura, Danilo foi relator do Projeto de Lei 795/2021, conhecido por Lei Aldir Blanc, garantindo mais de R$ 3 bilhões em auxílio emergencial aos trabalhadores dessa cadeia produtiva.